# 白井うさぎ
白井 うさぎ（しろい うさぎ）は日本の女性声優。主にアダルトゲームに声をあてている。

## 出演作品

### ゲーム

#### 2006年
- えとランゼ 〜うちのペットは猫の神様?〜（兎追山 沙月）
- かんちち☆すい〜と 〜陥没乳首の診療日誌〜（仁科 朝美）
- tan. -タンジェント-（早乙女 幸子）
- ひとりじめ! 〜ママも姉妹もお隣さんも〜（御手洗 音子）
- メタモルエンジェル菜々美（ジェシカ）

#### 2007年
- 浮気妻 〜巨乳人妻乱れマンション〜（橘 はるな）
- えろすまっしゅ!（彩月 梨里、キャサリン）
- 咲き乱れ（坂下 瑛璃子）
- 聖なるかな -The Spirit of Eternity Sword2-
- 乳姫大祭（神和奈々姫）
- 人妻ハーレム 〜ここは人妻楽園荘〜（岩崎 真由美）
- 姫奴隷 〜牝へと堕ちゆく双子の王女〜（ティータ・ルーヴェンス）
- 不法挿入 〜生簀の住人〜（門倉 優愛）
- プリンセスサーガIII 〜狂淫の女神官〜（フェーベ（ファイ））
- プリンセスサーガIV 〜淫辱の女騎士〜（フェーベ（ファイ））
- プリンセスサーガV 〜希望の美姫〜（フェーベ（ファイ））
- 魔法戦姫エンジェル☆ナナ（佐山 ナナ）

#### 2008年
- 妹ペット（薫）
- 蒼海の皇女たち（モイア・フラーゼ、パウラ・グラーツ）
- 新ジャンル・えすでれっ!!（瀬名 睦）
- 闘魔忍伝 ハルナとマヤ 〜淫触蟲に、くノ一堕つ〜（マヤ）
- ノンストップ痴漢特急 〜私のオッパイさわらないで〜（栗原 鈴香、野上 さくら、メンテル）

#### 2009年
- 甘艶母〜双子ママとエッチな夏休み〜（夏原 ななせ）
- 尾上さん家の悦楽生活（尾上 沙緒里）
- くるくるくーる（歌登 紗姫／福島）
- ジェイルブレイク[1]
- ジェネクレイサー サキ（鷲尾 葵）
- 少女と世界とお菓子の剣 〜Route of AYANO〜（春野苺）
- 正義の教室（青山 奈美恵、珠洲島 遥）
- L.i.n.k. -奇妙な運命に繋がれた者達の、血と涙の謡（うた）。（マダム）

#### 2010年
- おしかけ! アントルメ（室戸 すなお）
- 聖皇女 クラウディア（エミーリア・ヴァルキュリア）
- 魔王の淫具（椎名 妙穂）[2]

#### 2011年
- 規制不可〜俺は実在しないので、ナニをヤッても許される〜（鳥山 ケイ、鷹島 真貴）
- 肛魔の巫女（巴）
- 魔法の守護姫 アルテミナ 〜猟辱と絶望と魔法少女〜（セラ（世良 椿））

#### 2012年
- 双淫セレブ妻（東雲 君華）[3]
- ツンデレ淫乱少女すくみ（女子生徒）[4]

### ネットゲーム

#### 2015年
- アイドルうぉーずZ（桐生 うらら）

- 超大冒険！ゆけゆけ☆おさわりアイランド（ジーン）
- Load of Walkure (げんぶ、オモヒカネ)